# Lutfi Zharku

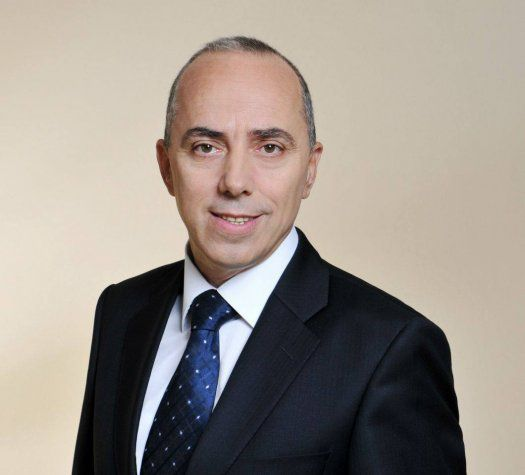
Lutfi Zharku (2015)

Lutfi Zharku (* 19. November 1962 in Kačanik, SFR Jugoslawien) ist ein kosovarischer Politiker (LDK) und dortiger Minister für Infrastruktur.

## Werdegang
Lutfi Zharku besuchte die Grundschule und die Mittelschule in seiner Heimatstadt Kaçanik. Danach studierte er an der Wirtschaftswissenschaftlichen Fakultät der Universität Pristina, an der er im Juli 2009 (nach einem Postgraduiertenstudium an der Universität Belgrad im Fach Finanz- und Bankenwirtschaft) zur Thematik der Umsetzung des Euro und seiner Auswirkungen auf die Preisentwicklung promovierte. Seit Oktober 2012 hat er an der Fakultät eine Professur für Finanzen und internationale Finanzen inne.
Von Oktober 2011 bis zu seiner Ernennung zum Minister für Infrastruktur hielt er Seminare für Fortgeschrittene Unternehmensfinanzierung (Master) und Analyse der Jahresabschlüsse (Bachelor) am Riinvest Institut in Pristina und lehrt darüber hinaus an der Abteilung für Banken, Finanzen und Rechnungswesen der Wirtschaftswissenschaftlichen Fakultät der Kadri Zeka Universität in Gjilan, wo er seit dem 1. Oktober 2014 als Assistenzprofessor tätig ist.
Von 2008 bis 2010 war er Minister für Handel und Industrie. Im Dezember 2010 wurde er Abgeordneter im Parlament der Republik Kosovo. Seit Dezember 2014 ist er Minister für Infrastruktur.

## Privates
Neben seiner Muttersprache Albanisch spricht Zharku auch Englisch und Serbokroatisch. Zharku ist verheiratet und Vater von drei Kindern.